# Певницкий, Василий Фёдорович
Василий Фёдорович Певницкий (1832—1911) — доктор богословия, заслуженный ординарный профессор и член правления Киевской духовной академии, духовный писатель.

## Биография
Родился 29 февраля (12 марта) 1832 года в Васильевском погосте (ныне Малое Юрьево) Муромского уезда Владимирской губернии, где его отец служил священником. В раннем возрасте остался сиротой, лишившись в 1844 году отца, а в 1845 году — матери. 
Первоначальное образование получил в Муромском духовном училище (1846) и Владимирской духовной семинарии (1851). Как один из лучших семинаристов предназначался для отправления в Московскую академию, однако по просьбе самого Певницкого был отправлен в Киевскую духовную академию, где уже учился его старший брат Дмитрий, а также друг и земляк Александр Воскресенский.
В 1855 году окончил Киевскую академию со степенью магистра богословия и был оставлен при академии бакалавром (доцентом) по кафедре общей словесности. В 1860 году был возведён в звание экстраординарного профессора по кафедре общей словесности, а в 1862 году — в звание ординарного профессора по кафедре церковной словесности (гомилетики). Одновременно читал лекции по вакантной кафедре пастырского богословия. Кроме того, в 1861—1868 годах преподавал немецкий язык. В 1872 году был утверждён в степени доктора богословия за сочинение «Св. Григорий Двоеслов, его проповеди и голос в исправлении нравов». В 1881 году был удостоен звания заслуженного ординарного профессора.
Вместе с преподавательской деятельностью занимал и ряд административных должностей. В 1856—1859 годах и в 1861 году состоял помощником инспектора академии. В 1869—1884 годах был помощником ректора по церковно-практическому отделению, а в 1884—1906 годах был членом правления академии. В 1881—1882 годах состоял членом учреждённого при Св. Синоде особого комитета для обсуждения соображений об изменениях в существующей организации духовных академий. Отличался крайне правыми взглядами; выступал против вытеснения богословских дисциплин светскими; принимал деятельное участие в составлении нового консервативного устава духовных академий (1884), ликвидировавшего академическое самоуправление. 
Был пожалован чином действительного статского советника 15 мая 1883 года. В 1906 году вышел в отставку, был избран почётным членом Киевской духовной академии. В 1907 году вернулся в академию сверхштатным профессором.
Помимо отдельных изданий, опубликовал значительное число работ по гомилетике в журнале «Труды Киевской духовной академии», редактором которого состоял в 1860—1905 годах. В 1860-х годах, когда в печати обсуждались вопросы о преобразовании духовно-учебных заведений, Певницкий посвятил этому предмету целый ряд статей в «Трудах КДА». Статьи религиозно-нравственного и публицистического характера он печатал и в других журналах, больше всего таких статей было помещено в «Воскресном чтении», где Певницкий состоял редактором в 1878—1883 годах. Большинство материалов из «Воскресного чтения» впоследствии вошли в «Сборник статей по вопросам христианской веры и жизни», изданный редакцией «Миссионерского обозрения» в двух выпусках в 1903 году. Также оставил обширные воспоминания, охватывающие в том числе студенческие годы и последующую службу в Киевской академии.
Скончался в Киеве 12 (25) июля 1911 года после длительной болезни. Был похоронен во Флоровском монастыре рядом с могилой супруги.

## Награды
- Орден Святой Анны 2-й ст. (1866; императорская корона к ордену — 1869)
- Орден Святого Владимира 4-й ст. (1875)
- Орден Святого Владимира 3-й ст. (1879)
- Орден Святого Станислава 1-й ст. (1887)
- Орден Святой Анны 1-й ст. (1891)
- Орден Святого Владимира 2-й ст. (1905)

## Семья
Был женат на Клавдии Ивановне Скворцовой, дочери профессора Киевской духовной академии, протоиерея И. М. Скворцова. Их дети:
- Сергей (род. 1860), окончил Киевскую 1-ю гимназию (1878) и физико-математический факультет университета Св. Владимира (1882)[2]; был помощником попечителя Киевского учебного округа в 1909—1916 годах, в 1910 году произведён в действительные статские советники[3][4]; умер в годы Гражданской войны[5].
- Владимир (1863—1902), окончил Киевскую 1-ю гимназию (1882) и физико-математический факультет университета Св. Владимира (1886). Старший контролер Государственного банка в Петербурге[2].
- дочери Юлия (род. 1862), Александра (род. 1869) и Надежда (род. 1871) окончили Фундуклеевскую женскую гимназию.